# Chengawa Tshülthrim Bar
| Tibetische Bezeichnung                                 |
| ------------------------------------------------------ |
| Tibetische Schrift: སྤྱན་སྔ་བ་ཚུལ་ཁྲིམས་འབར                  |
| Wylie-Transliteration: spyan snga ba tshul khrims 'bar |

Chengawa Tshülthrim Bar (tib. spyan snga ba tshul khrims 'bar; geb. 1038; gest. 1103) war ein bedeutender Lehrer der Kadam-Tradition des tibetischen Buddhismus. 
Unter den Schülern von Drom Tönpa zählte er zusammen mit Potowa Rinchen Sel (tib.: po to ba rin chen gsal; 1027–1105) und Phuchungwa Shönnu Gyaltshen (tib.: phu chung ba gzhon nu rgyal mtshan; 1031–1106) zu den sogenannten „Drei Brüdern“.